# Auswil

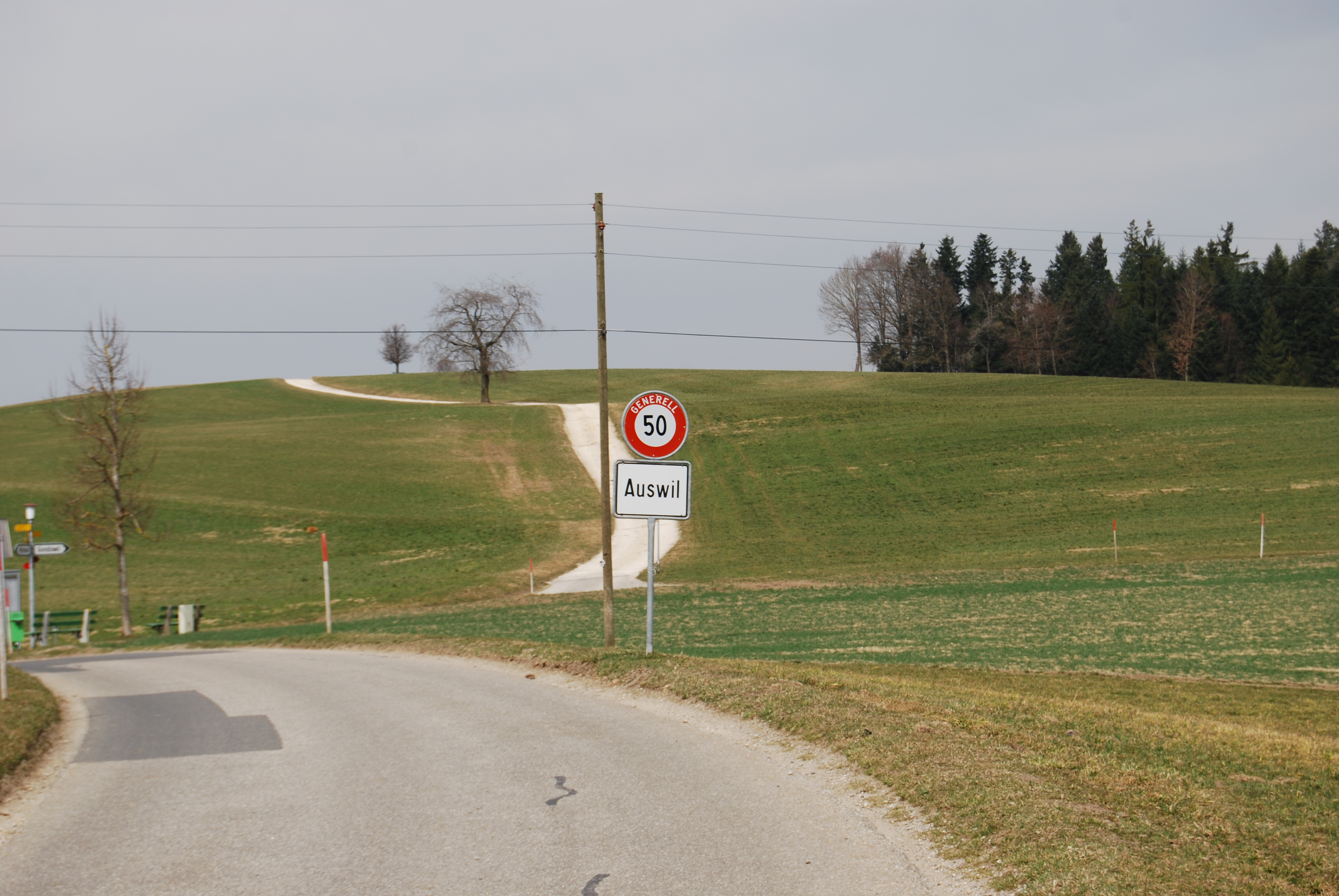
Auswil

Auswil is een gemeente en plaats in het Zwitserse kanton Bern, en maakt deel uit van het district Oberaargau.
Auswil telt 460 inwoners.